# Cegłów (przystanek kolejowy)
Cegłów – przystanek kolejowy w mieście Cegłów, w powiecie mińskim, w województwie mazowieckim, na linii kolejowej nr 2.

## Ruch pasażerski[1]
| Rok  | Wymiana pasażerska na dobę |
| ---- | -------------------------- |
| 2017 | 1000-1500                  |
| 2018 | 1000-1500                  |
| 2019 | 1500-2000                  |
| 2020 | 1000-1500                  |
| 2021 | 1000-1500                  |
| 2022 | 1500-2000                  |
| 2023 | 1500-2000                  |

## Połączenia bezpośrednie
- Czeremcha (1 kurs)
- Łuków (3 kursy)
- Siedlce
- Łowicz Główny (1 kurs)
- Tłuszcz (1 kurs)
- Warszawa Zachodnia